# Зандберг, Адриан
Адриан Тадеуш Зандберг (пол. Adrian Tadeusz Zandberg; род. 4 декабря 1979, Ольборг, Дания) — польский историк и учёный, кандидат гуманитарных наук и политик левого толка, основатель организации «Молодые социалисты», сооснователь и сопредседатель Партии «Вместе». Кандидат на президентских выборах 2025 года.

## Биография
Его родители переехали в 1967 из Польши в Данию, где Адриан Зандберг и родился в 1979 году. В 1985 его семья вернулась в Польшу.
Учился на историка в Варшавском университете. Получил кандидатскую степень, защитив диссертацию об общественных организациях и движениях вокруг социал-демократических партий в Германии и Великобритании перед Первой мировой войной. Также изучал информатику в Польско-японской академии информационных технологий.
Будучи студентом занялся политикой. На президентских выборах 2000 года состоял в предвыборном штабе штабе кандидата Петра Иконовича, лидера Польской социалистической партии. Был также одним из основателей Интернет-портала Lewica.pl. Вместе с бывшим диссидентом и политиком Яцеком Куронем (1934—2004), издал статью в «Gazeta Wyborcza» от 14 ноября 2001 на тему социальной справедливости в Польше. Вместе с ним же составил письмо к альтерглобалистам-участникам Европейского социального форума 2004 года.
Несмотря на то, что он был избран председателем молодёжной организации Унии труда «Форум молодых», а после раскола в Форуме молодых — основателем Федерации молодых социалистов, связанной с Партией европейских левых, он почти не появлялся в средствах массовой информации. Некоторое время сотрудничал с польской Партией зелёных, затем с Марцелиной Завишей, Мацеем Конечным и другими основал социалистическую Партии «Вместе», в которой отвечал за социальные сети и сайт.
Стал известен благодаря предвыборной кампании 2015 года, когда он был избран в состав девяти членов Национального совета Партии «Вместе» и возглавил её список кандидатов в избирательном округе №19 (в Варшава). 20 октября 2015 участвовал в предвыборных теледебатах. Представлял одну из восьми сторон и имел небольшие шансы на успех. При этом стал единственным участником дискуссии, который высказывался в пользу безусловного принятия в страну беженцев из Сирии. В некоторых польских СМИ этот доселе неизвестный молодой политик был объявлен победителем дебатов.
Его участие в дебатах способствовало неожиданному успеху его партии — 3,62% на национальном уровне вместо ожидаемых 1,2%. Адриан Зандберг лично показал неплохой результат, получив 49,711 голосов, то есть 4,538% от всех голосов, поданных в Варшаве. Утверждалось, что рост произошел за счет конкурирующей коалиции «Объединённые левые», которая осталась без представительства в Национальном собрании, однако ряд обозревателей, в том числе лидер коалиции Барбара Новацкая, опровергали это, указывая, что большая часть электората Партии «Вместе» — это новые избиратели, ранее не голосовавшие на выборах.
Был кандидатом на выборах в Европарламент в 2019 году от коалиционного избирательного комитета «Левые вместе», в который входила и Партия «Вместе». В июне 2019 года Партия «Вместе» сменила название на «Левые вместе».
На парламентских выборах 2019 года партия Зандберга вошла в коалицию «Левые» вместе с Союзом демократических левых сил, Польской социалистической партией и партией «Весна». Сам Зандберг был избран депутатом Сейма IX созыва, получив 140 898 голосов.
27 ноября 2022 года после ликвидации Национального совета «Левых вместе», вместе с Магдаленой Беят стал сопредседателем партии.
На парламентских выборах 2023 года возглавил список кандидатов коалиции «Левых» в избирательном округе №19 и был переизбран в Сейм.

## Личная жизнь
Родителей зовут Пётр и Эва. Бабушка Зандберга Кристина Родзевич-Зандберг участвовала в Варшавском восстании. Дальними родственниками Зандберга также были микробиолог Ян Даныш и геолог Регина Флешарова.
В конце 1990-х в течение трёх лет состоял в романтических отношениях с Барбарой Новацкой.
В настоящее время Адриан Зандберг женат и имеет двоих детей: дочь Ольгу и сына Олафа.

## Результаты выборов
| Выборы | Избирательный комитет | Избирательный комитет           | Орган                              | Результат        |
| ------ | --------------------- | ------------------------------- | ---------------------------------- | ---------------- |
| 2015   |                       | Партия «Вместе»                 | Сейм Республики Польша VIII созыва | 49 711 (4,54%)   |
| 2019   | Левые вместе          | Европейский парламент IX созыва | 17 108 (1,24%)                     |                  |
| 2019   |                       | Союз демократических левых сил  | Сейм Республики Польша IX созыва   | 140 898 (10,20%) |
| 2023   |                       | Левые                           | Сейм Республики Польша X созыва    | 64 435 (3,76%)   |